# Абловы
Абловы (Обловы) — древний дворянский род.
Род внесён в VI часть дворянской родословной книги Московской и Рязанской губерний.

## История рода
Происхождение или выезд предков неизвестен. Фёдор Матвеевич служил в детях боярских по Ряжску (1597).
В конце XVII столетия в числе помещиков Зарайского и Переяславль-Залесского уездов числились двадцать представителей рода. Яков, Леонтий и Андрей Григорьевичи владели поместьями в Рязанском уезде (1625). Андрей и Венедикт Степановичи вёрстаны новичными окладами по Рязани (1628), а Арист Иванович помещик в Ряжском уезде. Фёдор Степанович владел поместьями в Рязанском уезде (1628), его потомство внесено в родословную книгу Московской губернии. Рязанец Василий Григорьевич взят в плен татарами под Чудиновым (1660).
Четверо представителей рода владели населёнными имениями (1699).

## Известные представители
- Облов Фёдор Степанович — убит под Конотопом (1659).
- Облов Иван Богданович — стряпчий (1692).
- Облов Фёдор Богданович — стряпчий (1692).
- Облов Иван Войнович — стольник[3][4].